# 全国高等学校パソコンコンクール
全国高等学校パソコンコンクール（ぜんこくこうとうがっこうパソコンコンクール）とは日本全国の高等学校・中等教育学校後期課程在籍・特別支援学校高等部在籍の生徒および高等専門学校の3年生までの学生を対象とした、パソコンによる情報処理技術のチーム対抗競技会である。通称は「パソコン甲子園」。2003年から開催している。

## 概要
「プログラミング部門」、「モバイル部門」、「いちまいの絵CG部門」の3部門により構成されている。2003～2012年までデジタルコンテンツ部門があった。2016年からは「いちまいの絵CG部門」に高校生国際部門が加わった。
毎年11月に福島県会津若松市にある会津大学を会場に2日間に渡って本選が開催されている。本選においては、「プログラミング部門」と「モバイル部門」の予選を通過した高校生たちが決勝を行う。「いちまいの絵CG部門」については本選がない。
主催は会津大学、福島県、全国高等学校パソコンコンクール実行委員会。

## 競技部門
- プログラミング部門

2人1チーム（第3回までは3人1チーム）で、実際にパソコンを使って難易度の異なる数多くの問題を解くプログラムを作成し、得点形式で競い合う部門。決勝での競技時間は5時間。
使用可能な言語はC言語、C++、Javaの3種類。第3回（2005年）までは(仮称)十進BASICが、第5回（2007年）まではVisual Basic.NETが使用可能であった。
なお、パソコン甲子園公式サイトでは過去の問題を公開している。
- モバイル部門

3人以内1チーム（1チームの構成人数は最大3人。1人から参加可能）で、テーマに基づくAndroid搭載のスマートフォン用のアプリケーションを企画し、予選に応募する。本選では、制作したアプリケーションを使ってプレゼンテーションとデモセッションを行う。
2011年の第9回大会で公開競技としてスタートし、2012年の第10回記念大会から正式競技となった。
第10回大会（2012年）のテーマは「スポーツ」、第11回大会（2013年）のテーマは「インターナショナル」、第12回大会（2014年）のテーマは「チャレンジ!!～苦手を得意にするアプリ～」、第13回大会（2015年）のテーマは「環境」、第14回大会（2016年）のテーマは「家族」。
- いちまいの絵CG部門

個人が、テーマに基づく1枚のCGを作成し応募する部門。2006年より設けられている。
第4回大会（2006年）のテーマは「ロボット」、第5回大会（2007年）はテーマが無く、第6回大会（2008年）のテーマは「扉を開けたら…」、第7回大会（2009年）のテーマは「神秘なる生命体」、第8回大会（2010年）のテーマは「わたしのまち」、第9回大会（2011年）のテーマは「宇宙旅行」、第10回大会（2012年）のテーマは「スポーツ）、第11回大会（2013年）のテーマは「インターナショナル」、第12回大会（2014年）のテーマは「チャレンジ!!」、第13回大会（2015年）のテーマは「環境」、第14回大会（2016年）のテーマは「家族」。
この部門は、幅と高さの比率は4×3の横長でしか応募できない。縦長の作品は失格となるので注意が必要である。
なお、この部門については、優秀作品が公式サイトで発表されるが、入選者は本選には出場しない。
- いちまいの絵CG部門　高校生国際部門  個人が、テーマに基づく1枚のCGを作成し応募する部門。2016年より、ASIA GRAPH共催の特別公募部門として設けられた、「いちまいの絵CG部門」のインターナショナル版。  日本を含めたアジア各国の高校生が応募できる。テーマに指定のない「オリジナル部門」と、テーマが指定された部門がある。第14回大会（2016年）のテーマは「初音ミクと描く未来」。第14回大会では、中国、韓国、台湾などから応募があった。  この部門は、「いちまいの絵CG部門」とは異なり、作品の縦横比指定はない。  なお、この部門については、優秀作品はASIA GRAPH公式サイトで発表され、入選者は本選には出場しない。

## 歴代の受賞校
| 回数  | 開催期間           | プログラミング部門 | プログラミング部門 | プログラミング部門 | プログラミング部門 | デジタルコンテンツ部門 | デジタルコンテンツ部門 | デジタルコンテンツ部門 | デジタルコンテンツ部門 |
| 回数  | 開催期間           | グランプリ         | 準グランプリ       | 第3位              | 審査委員 特別賞    | グランプリ             | 準グランプリ           | 第3位                  | 審査委員 特別賞        |
| ----- | ------------------ | ------------------ | ------------------ | ------------------ | ------------------ | ---------------------- | ---------------------- | ---------------------- | ---------------------- |
| 第1回 | 2003年11月22・23日 | 松山工業           | 金沢泉丘           | 豊田高専           | 秋田工業           | 谷村工業               | 松山南 砥部分校        | 郡山北工業             | 姫路工業               |
| 第2回 | 2004年11月6・7日   | 金沢泉丘           | 久留米高専         | 浜松工業           | 磐城               | 八戸工業 定時制        | 此花総合               | 郡山北工業             | 鈴鹿高専               |
| 第3回 | 2005年11月5・6日   | 浜松工業           | 伊奈学園総合       | 福島高専           | 膳所               | 新庄神室産業           | 今治工業               | 郡山北工業             | 那覇工業               |
| 第4回 | 2006年11月11・12日 | 高田               | 久留米高専         | 海城               | 愛工大名電         | 愛工大名電             | 愛工大名電             | 芦間                   | 那覇工業               |
| 第5回 | 2007年11月10・11日 | 大阪府立高専       | 高田               | 浜松工業           | 立教池袋           | 沖縄高専               | 姫路工業               | 姫路工業               | 清陵情報               |
| 第6回 | 2008年11月8・9日   | 広島学院           | 筑波大附属駒場     | 筑波大附属駒場     | 磐城               | 沖縄高専               | 愛工大名電             | 姫路工業               | 姫路工業               |
| 第7回 | 2009年11月14・15日 | 筑波大附属駒場     | 八千代松陰         | 筑波大附属駒場     | 奈良               | 姫路工業               | 沖縄高専               | 広島総合技術           | 姫路工業               |
| 第8回 | 2010年11月6・7日   | 開成               | 開成               | 早稲田             | 都立産技高専       | 姫路工業               | 姫路工業               | 福山工業               | 清陵情報               |

| 回数   | 開催期間           | プログラミング部門 | プログラミング部門 | プログラミング部門 | プログラミング部門 | デジタルコンテンツ部門 | デジタルコンテンツ部門 | デジタルコンテンツ部門 | デジタルコンテンツ部門 | モバイル部門 | モバイル部門 | モバイル部門 | モバイル部門    |
| 回数   | 開催期間           | グランプリ         | 準グランプリ       | 第3位              | 審査委員 特別賞    | グランプリ             | 準グランプリ           | 第3位                  | 審査委員 特別賞        | グランプリ   | 準グランプリ | 第3位        | 審査委員 特別賞 |
| ------ | ------------------ | ------------------ | ------------------ | ------------------ | ------------------ | ---------------------- | ---------------------- | ---------------------- | ---------------------- | ------------ | ------------ | ------------ | --------------- |
| 第9回  | 2011年11月5・6日   | 開成               | 開成               | 早稲田             | 筑波大附属         | 福山工業               | 沖縄高専               | 浜松工業               | 女子美大付属           | 松本工業     | 久留米高専   |              |                 |
| 第10回 | 2012年11月10・11日 | 開成               | 開成               | 栄光学園           | 筑波大附属駒場     | 沖縄高専               | 愛工大名電             | 伊東 城ケ崎分校        | 女子美大付属           | 沖縄高専     | 富山工業     | 久留米高専   | 松本工業        |

| 回数   | 開催期間           | プログラミング部門 | プログラミング部門 | プログラミング部門 | プログラミング部門 | モバイル部門 | モバイル部門 | モバイル部門     | モバイル部門   |
| 回数   | 開催期間           | グランプリ         | 準グランプリ       | 第3位              | 審査委員 特別賞    | グランプリ   | 準グランプリ | ベストアイディア | ベストデザイン |
| ------ | ------------------ | ------------------ | ------------------ | ------------------ | ------------------ | ------------ | ------------ | ---------------- | -------------- |
| 第11回 | 2013年11月9・10日  | 栄光学園           | 筑波大附属駒場     | 灘                 | 開成               | 鳥羽商船     | 砺波工業     | 浜松工業         | 松本工業       |
| 第12回 | 2014年11月8・9日   | 筑波大附属駒場     | 開成               | 灘                 | 紀北工業           | 沖縄高専     |              | 沖縄高専         | 鳥羽商船       |
| 第13回 | 2015年11月7・8日   | 筑波大附属駒場     | 開成               | 明石高専           | 沖縄高専           | 鈴鹿高専     |              | 沖縄高専         | 福島高専       |
| 第14回 | 2016年11月12・13日 | 開成               | 筑波大附属駒場     | 開成               | 灘                 | 鈴鹿高専     |              | 淀川工科         | 沖縄高専       |
| 第15回 | 2017年11月3・4日   | 開成               | 北九州高専         | 都立両国           | 海城               | 鈴鹿高専     |              | 福島高専         | 沖縄高専       |
| 第16回 | 2018年11月17・18日 | 筑波大学附属駒場   | 北九州高専         | 開成               | 灘                 | 沖縄高専     |              | 府立大手前       | 鳥羽商船       |

| 回数   | 開催期間           | プログラミング部門 | プログラミング部門 | プログラミング部門 | プログラミング部門 | プログラミング部門      | モバイル部門 | モバイル部門     | モバイル部門   |
| 回数   | 開催期間           | グランプリ         | 準グランプリ       | 第3位              | 審査委員 特別賞    | 審査委員 特別アイデア賞 | グランプリ   | ベストアイディア | ベストデザイン |
| ------ | ------------------ | ------------------ | ------------------ | ------------------ | ------------------ | ----------------------- | ------------ | ---------------- | -------------- |
| 第19回 | 2021年11月13・14日 | 渋谷               | 灘                 | 麻布               | 仙台二華           | 本庄                    | 開成         | 鈴鹿工業         | 福島工業       |

| 回数   | 開催期間           | プログラミング部門 | プログラミング部門 | プログラミング部門 | プログラミング部門 | もうひとつの本選 | モバイル部門 | モバイル部門     | モバイル部門   | モバイル部門 |
| 回数   | 開催期間           | グランプリ         | 準グランプリ       | 第3位              | 審査委員 特別賞    | 1位              | グランプリ   | ベストアイディア | ベストデザイン | バンタン     |
| ------ | ------------------ | ------------------ | ------------------ | ------------------ | ------------------ | ---------------- | ------------ | ---------------- | -------------- | ------------ |
| 第20回 | 2022年11月5日・6日 | 灘                 | 筑波大学附属駒場   | 大学工業高専       | 浜松工業           | 開成             | 灘           | 鳥羽商船         | 甲陽学院       | 甲陽学院     |

※モバイル部門について、第12回大会よりベストアイディア賞とベストデザイン賞が準グランプリ相当の賞となった。なお、ベストアイディア賞とベストデザイン賞の間に優劣はない。